# Verdrag van Sint-Petersburg (1875)

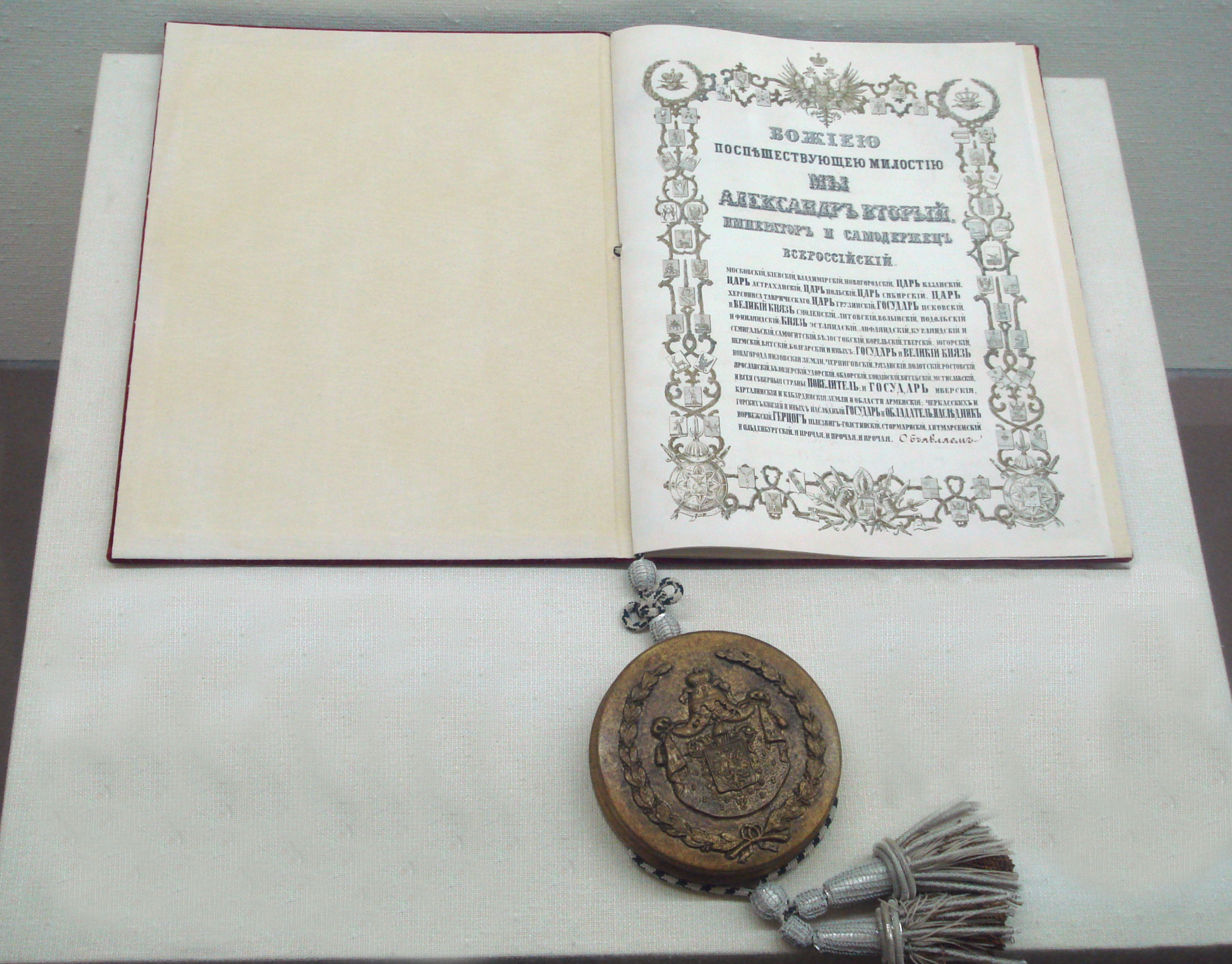

Het Verdrag van Sint Petersburg (Japans: 樺太・千島交換条約; Karafuto-Chishima Kokan Joyaku, Russisch: Санкт-Петербургский договор; Sankt-Petersburgski dogovor) was een verdrag tussen het Japanse Keizerrijk en het Russische Rijk, dat werd gesloten op 7 mei 1875. Het verdrag regelde de Japanse erkenning van Sachalin als Russisch gebied in ruil voor de Russische erkenning van de Japanse soevereiniteit over alle eilanden van de Koerilen tot aan de kust van Kamtsjatka. Het verdrag wordt in Japan het "Karafuto-Chishima uitwisselingsverdrag" genoemd, naar de Japanse namen voor Sachalin (Karafuto) en de Koerilen (Chishima).
Bij het eerste verdrag tussen de beide rijken, het Verdrag van Shimoda in 1855, was de grens van de Koerilen gelegd tussen de eilanden Itoeroep (Japans: Etorofu) en Oeroep (Uruppu). Op Sachalin/Karafuto konden zich mensen uit beide landen vestigen, Japanners in het zuiden en Russen in het noorden. Omdat er geen duidelijke grens was afgesproken leidde dit tot conflicten. Om daar een einde aan te maken stuurde Japan ambassadeur Enomoto Takeaki naar Sint-Petersburg om de grens duidelijk te definiëren. Na een jaar onderhandelen met de Russische ambassadeur Aleksandr Gortsjakov kwam hij overeen dat Japan zijn claims op Sachalin op zou geven in ruil voor compensatie voor de Japanse kolonisten die dat eiland moesten verlaten, vrije toegang voor de Japanse vissersvloot tot de Zee van Ochotsk, tien jaar lang vrije toegang voor Japanse schepen tot Russische havens in dit gebied en Japanse soevereiniteit over alle eilanden van de Koerilen.